# Oxytropis czekanowskii
Oxytropis czekanowskii är en ärtväxtart som beskrevs av Boris Alexandrovich Jurtzev. Oxytropis czekanowskii ingår i släktet klovedlar, och familjen ärtväxter. Inga underarter finns listade i Catalogue of Life.